# Imagem multiespectral
Uma imagem multiespectral consiste em imagens de um mesmo objeto, tomadas com diferentes comprimentos de ondas eletromagnéticas. Pode ser luz visível, infravermelha, ultravioleta, raio-X ou qualquer outra faixa do espectro.
Diversos aparelhos fazem fotos espectrais. Podem ser câmeras comuns de vigilância ou equipamentos de análise para laboratório, para análise espectral. Mas comumentemente são associados a satélites de sensoriamento remoto e naves espaciais, pois muitos deles transportam câmeras multiespectrais. Desta forma podem escolher qual comprimento de onda registrar.
Como exemplo, a sonda Cassini consegue fotografar os relevos da nebulosa lua Titã, pois a luz visível é absorvida por sua densa atmosfera.
Outro exemplo, são os satélites sino-brasileiros da família CBERS, que estão equipados com uma câmera multiespectral denominada de Infrared Multispectral Scanner (IR-MSS).
Suas características são:
- Faixas (bandas) de ondas utilizadas:  4 faixas incluindo a faixa termal
- Largura do enquadramento ou campo de visada (FOV):    120 km
- Resolução espacial

```
     - Infravermelho:  80 m
     - Termal:        160 m
```